# Герб Вугледара
Герб Вугледара — офіційний символ міста Вугледар Донецької області. Затверджений 19 листопада 2003 р. рішенням сесії міської ради.

## Опис
Щит перетятий зламано угору на лазурове і чорне. На верхній частині сходить золоте сонце, на нижній золота рука тримає срібний молоток. На срібній главі напис "Вугледар" і літери "1964".

## Символіка
Золота рука з киркою означає майстерність, професіоналізм і мужність гірників, вказує на назву міста. Виступ перетину створює силует терикону. Сонце і терикон показують, що майбутнє вугільної промисловості Донбасу - у розвитку Південного регіону з центром у Вугледарі.